# Пушкин (сторожевой корабль)
«Пушкин» — советский речной сторожевой корабль, оборудованный в начале Отечественной войны из мобилизованного парового колёсного буксира. Во время войны отмечен советским командованием за успешные действия.

## История службы
Паровой колёсный буксир был построен в Киеве на заводе «Ленинская кузня» под названием «Ян Гамарник», в честь советского государственного деятеля. Но так как последний был репрессирован, то 1 июня 1937 года судно получило новое название «Пушкин».
С началом войны «Пушкин» мобилизовали 23 июня 1941 года по предвоенному плану и через неделю полностью переоборудовали в военный корабль на заводе им. И. В. Сталина в Киеве. По разрешению Главного Морского Штаба (ГМШ) «Пушкин» вооружили двумя универсальными артиллерийскими установками 34-К в полубашнях, которые могли также вести огонь по воздушным целям.
6 июля «Пушкин» (в военных документах даётся также и номерное название «СК-2») включён в состав Пинской военной флотилии (ПВФ). Его командиром стал лейтенант запаса П. Ф. Лясовский. 11 июля корабль передали в Припятский отряд речных кораблей (ОРК), и уже через 4 дня он обстреливал передовые отряды немцев близ местечка Туров. 10 августа по приказу сторожевой корабль переводится в состав Киевского ОРК ПВФ для действий на реке Днепр на флангах Киевского укрепрайона. В эти дни «Пушкин» взаимодействует со сводным отрядом генерал-майора Матыкина Ф. Н. и 147-й стрелковой дивизией близ села Вита-Литовская. За удачные действия командование сухопутных войск представило главного артиллериста корабля, лейтенанта Тюрина Н. Н. к награждению орденом. 22 августа сторожевик получил приказ прикрывать днепровскую переправу отступающей 5-й армии Юго-Западного фронта у белорусского села Новая Иолча.
Вечером 23 августа передовой отряд 111-й пехотной дивизии немцев, усиленный самоходными орудиями StuG III, опрокинул отступающие по приказу, но плохо организованные части 27-го стрелкового корпуса 37-й армии Юго-Западного фронта и захватил плацдарм на левом берегу Днепра у села Окуниново. Таким образом корабли ПВФ, действовавшие севернее, оказались отрезаны от Киева, где в то время находился штаб флотилии.
В ночь на 26 августа 1941 года «Пушкин» совместно с другими кораблями флотилии участвует в прорыве в Киев из района Чернобыль - Домантово, мимо немецкого окуниновского плацдарма. Операция оказалась для корабля удачной, хотя был убит 1 и ранено 3 членов экипажа. Сам сторожевой корабль не получил значительных повреждений. Поэтому военного комиссара корабля, младшего политрука Бодина Б.М., представили к награждению орденом Красной Звезды.
2 сентября монитор «Флягин» и сторожевик «Пушкин» прикрывали огнём северный фланг Киевского укрепрайона. Через сутки «Пушкин» действовал на реке Десна, прикрывая советскую переправу близ села Жукин. 7 сентября корабль сел на мель надалеко от Карпиловки и вскоре получил повреждения от вражеского артогня. Экипаж корабля двое суток со стрелковым оружием держал оборону на берегу у своего обездвиженного корабля. По официальной версии «Пушкин» получил 8 сентября прямое попадание в артиллерийский погреб. Но скорее всего 9 сентября его подорвал собственный экипаж, когда советские войска начали отход с рубежа Десны.